# カステルグランデ
カステルグランデ（イタリア語: Castelgrande）は、イタリア共和国バジリカータ州ポテンツァ県にある、人口約900人の基礎自治体（コムーネ）。

## 地理

### 位置・広がり

#### 隣接コムーネ
隣接するコムーネは以下の通り。括弧内のSAはサレルノ県（カンパニア州）所属を示す。
- ラヴィアーノ (SA)
- ムーロ・ルカーノ
- ペスコパガーノ
- ラポーネ
- サン・フェーレ